# Guerre des Bananes
Ne doit pas être confondu avec Conflit de la banane.
Batailles
m
Guerre des Bananes :
- Cuba (1898–1922)

- Campagne de Cuba
- Deuxième occupation de Cuba (en)
- Rébellion noire (en)
- Troisième occupation de Cuba (en)

- Porto Rico (1898)

- Campagne de Porto Rico (en)

- Honduras (1903–1925)

- Occupation américaine du Honduras

- Nicaragua (1912–1933)

Occupation américaine du Nicaragua
- (Granada (en)
- Coyotepe Hill (en)
- La Paz Centro (en)
- Ocotal (en)
- San Fernando (en)
- Santa Clara (en)
- Talpaneca (en)
- Las Cruces (1re) (en)
- Las Cruces (2e) (en)
- Quilali (en)
- La Flor (en)
- Achuapa (en)
- Agua Carta (en)
- El Sauce (en))

- Mexique (1914)

- Occupation américaine de Veracruz

- Haïti (1915–1934)

Occupation d'Haïti par les États-Unis
- (Fort Dipitie (en)
- Fort Rivière (en)
- Port au Prince (1re) (en)
- Port au Prince (2e) (en))

- République dominicaine (1916–1924)

Première occupation de la République dominicaine par les États-Unis
- (Crise de Saint-Domingue
- Bataille de Las Trencheras
- Bataille de Guayacanas (en)
- Bataille de San Francisco de Macoris (en))

La guerre des Bananes est une expression utilisée pour décrire les interventions des armées des États-Unis en Amérique centrale et dans les Caraïbes entre la fin de la guerre hispano-américaine de 1898 et le début de la politique de bon voisinage en 1934-1935. Ces guerres provoquèrent un engagement à Cuba, au Mexique, à Panama, dans la zone du canal de Panamá, en Haïti (1915-1935), en République dominicaine (1916-1924) et au Nicaragua (1912-1925 et 1926-1933).

## Contexte
Les causes de ce conflit sont variées, mais en grande partie de nature économique. La dénomination du conflit provient de la connexion entre les interventions militaires des États-Unis et la préservation de leurs intérêts commerciaux.
Parmi les plus importantes sociétés implantées dans la zone, la United Fruit Company a des intérêts financiers significatifs dans la production de bananes, de tabac, de canne à sucre et d'autres productions courantes dans les Caraïbes, en Amérique centrale et en Amérique du Sud.
Les États-Unis ont également des intérêts politiques et veulent maintenir leur sphère d'influence sur le continent américain ainsi que le contrôle du canal de Panama dont ils terminent la construction en 1914 et qui est important pour le commerce mondial et la projection d’une puissance navale.

## Histoire
Un des faits les plus marquants de ces conflits fut l’occupation américaine de Veracruz pendant plus de six mois en 1914, en rétorsion à l’incident de Tampico du 9 avril 1914, qui implique la brève arrestation de marins américains par des soldats du régime du président mexicain Victoriano Huerta. L’incident survint dans une période où les relations diplomatiques avec les États-Unis étaient mauvaises, à cause de la Révolution mexicaine, alors en cours.
En réaction à l’affaire de Tampico, le président américain Woodrow Wilson ordonna à la Navy d’occuper Veracruz. Huerta fut renversé et un régime plus favorable aux États-Unis fut mis en place. Mais l’incident dégrada les relations entre les États-Unis et le Mexique pour de nombreuses années.